# Grantia invenusta
Grantia invenusta är en svampdjursart som beskrevs av Lawrence Morris Lambe 1900. Grantia invenusta ingår i släktet Grantia och familjen Grantiidae.
Artens utbredningsområde är havet utanför Grönland. Inga underarter finns listade i Catalogue of Life.